# Island, Kentucky
Island är en stad (city) i McLean County i delstaten Kentucky, USA. 2010 hade staden 458 invånare.